# Indogidiella daccordii
Indogidiella daccordii is een vlokreeftensoort uit de familie van de Bogidiellidae. De wetenschappelijke naam van de soort is voor het eerst geldig gepubliceerd in 1994 door Ruffo.